# Berberis litoralis
Berberis litoralis ist eine Pflanzenart aus der Familie der Berberitzengewächse (Berberidaceae). Sie stammt aus Chile. Die Art wurde 1860 von Rudolph Amandus Philippi in Florula Atacamensis... beschrieben.

## Beschreibung
Berberis litoralis ist ein Strauch, der Wuchshöhen von 5 Metern erreichen kann. Die Rinde junger Zweige ist dunkel rotbraun und wird mit zunehmendem Alter bald grau und längsrissig. Die Dornen sind üblicherweise dreiteilig, die Dornenäste zwischen 0,5 und 2,3 Zentimeter lang.
Die wechselständigen, ledrigen Laubblätter sind elliptisch bis verkehrt-eiförmig, 2 bis 5,8 Zentimeter lang und 0,8 bis 3,2 Zentimeter breit. Sie sind graugrün gefärbt und auf der Unterseite heller als oberseits. Der Blattrand ist umgebogen und gezähnt mit 1 bis 10 stacheligen Zähnen, die 1 bis 2 Millimeter lang werden, auf jeder Seite. Das Blatt ist stachelspitzig, sitzend oder bis 3 Millimeter lang gestielt.
Der kurze traubige Blütenstand setzt sich aus 6 bis 17 Blüten zusammen und ist an der Spitze manchmal beblättert. Die zwittrigen, orange gefärbten Blüten sind zwischen 6 und 15 Millimeter lang gestielt, etwa 5 Millimeter groß und sie weisen 14 Blütenhüllblätter auf. Berberis litoralis blüht in ihrer Heimat im September und Oktober.
Die etwa kugelförmigen Früchte sind etwa 7 Millimeter lang, sie enden in einem etwa 1 Millimeter langen Griffelresten und enthalten bis etwa fünf Samen, die etwa 5 Millimeter lang werden.

## Verbreitung
Diese Pflanzenart ist an der Nordküste Chiles endemisch. Ihre Verbreitung beschränkt sich auf Hügel an der Küste in Höhenlagen von 500 bis 1000 Metern NN in der chilenischen Provinz Región de Antofagasta.